# Novověké latinské písmo
Novověké latinské písmo se rozvíjí od poloviny 15. století, kdy se středověké latinské písmo rozštěpilo na dvě větve: zatímco novogotické písmo navazovalo na středověké gotické písmo, humanistické písmo přejalo své tvary z antické kapitály a raně středověké karolinské minuskule. Vývoj písma v obou větvích reagoval především na rostoucí potřebu psát častěji a rychleji, takže kreslené písmo bylo v psaných textech rychle zatlačeno do pozadí polokurzívou (v případě humanistického písma) nebo kurzívou (v případě novogotického písma). Kreslené písmo nicméně našlo hojné uplatnění v knihtisku: humanistické písmo v podobě antikvy a italiky, novogotické písmo v podobě bastardy, textury, švabachu a fraktury.
Oba typy písma spolu soupeřily, přičemž humanistické písmo postupně vytlačovalo novogotické, které se nakonec v polovině 20. století úplně přestalo používat. Humanistické písmo se již v 1. polovině 16. století stalo výhradním typem písma pro zápis textů v latině a rozšířilo se v celé Itálii. Do ostatních národních jazyků ovšem začalo pronikat později: pro zápis francouzštiny se běžně užívalo až od konce 16. století, pro angličtinu od 1. poloviny 18. století, pro češtinu od 1. poloviny 19. století. Novogotické písmo se užívalo nejdéle pro zápis němčiny, a to až do roku 1941, kdy nacistická administrativa používání tohoto písma zakázala. Od té doby se pro jazyky zapisovaných latinkou používá pouze humanistické písmo.

## Vznik a klasifikace

### Vznik novověkého písma
Změny, kterými se vyznačuje přechod od středověku k novověku, hluboce ovlivnily také podobu latinského písma. Ekonomické změny a rozvoj obchodu zapříčinily zvýšenou potřebu psaného písma, rozšíření znalosti písma především v okruhu měšťanů a obchodníků a urychlování písma. Rychlejší kurzívní formy tak začaly na konci 15. století vytlačovat kreslené knižní písmo, které bylo nakonec brzy téměř úplně nahrazeno knihtiskem.
Středověké gotické písmo se v důsledku tohoto vývoje proměnilo v písmo novogotické, pro humanisty ovšem gotické písmo představovalo littera scholastica, tedy písmo z jejich hlediska zastaralého scholastického způsobu vnímání světa. Humanisté proto hledali nové „jasné písmo“ (littera clara), až nakonec vznikla antikva, jejíž majuskulní tvary vycházely z římské kapitály, zatímco minuskuly navazovaly na karolinskou minuskuli. Z antikvy se následně vyvinula celá skupina humanistického písma.
V následujících staletích se tvary novogotického i humanistického písma dále vyvíjely, živelný vývoj tvarů písma ovšem již od počátku 16. století usměrňovali kaligrafové svými tištěnými učebnicemi psaní. Od 18. století podobu písma výrazně ovlivnily zásahy státní správy, jejichž cílem bylo prosazení jednotného modelu výuky psaní v příslušné zemi.

### Klasifikace novověkého písma
V otázce klasifikace novověkého písma dodnes mezi odborníky nepanuje shoda. Ačkoli se všichni shodují, že existují dvě základní výše uvedené skupiny, jejich pojmenování se značně liší. Humanistické písmo tak bývá někdy označováno také jako „latinské“ (Manfred Hamann, Friedrich Beck) a novogotické písmo jako „moderní gotické písmo“ (Franz Steffens), „německé národní písmo“ (Herman Delitsch) nebo „německé písmo“ (Hamann). Označení „latinské písmo“ je ovšem značně nepřesné, neboť novogotické písmo je rovněž písmem latinským a podobně je tomu u označení „německé písmo“, neboť tímto písmem se nepsalo jen v Německu a ani se jím nepsaly pouze jazykově německé texty.
V české odborné literatuře je nicméně již několik desetiletí vcelku bez výhrad přijímána klasifikace, kterou vytvořil Jaroslav Kašpar, jenž novověké latinské písmo rozděluje nejdříve do dvou velkých výše uvedených skupin na humanistické a novogotické písmo, které dále rozděluje podle stupně zběžnosti na písmo kreslené, polokurzívní a kurzívní a dále podle teritoria:
1. humanistické písmo
  1. humanistické kreslené písmo
  2. humanistické polokurzívní písmo – italské (cancellaresca)
  3. humanistické kurzívní písmo – anglické (English Round Hand, English Hand)
2. novogotické písmo
  1. novogotické kreslené písmo – německé (fraktura)
  2. novogotické polokurzívní písmo – německé (kanzlei), francouzské (francouzská bastarda), španělské (španělská bastarda), anglické (Secretary Hand)
  3. novogotické kurzívní písmo – německé (kurent)

## Humanistické písmo

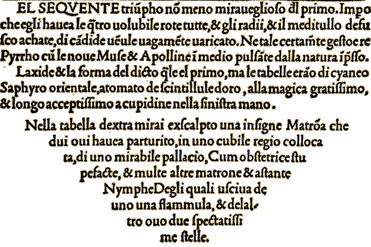
Tištěná antikva (tisk: Aldus Manutius, 1499)

### Vývoj a rozšíření
Humanistické písmo se rozvinulo během 15. století v severní Itálii v podobě antikvy. Latinský název písma lettera antiqua („staré písmo“) odkazuje na starověkou římskou kapitálu, jejíž tvary začala antikva využívat jako majuskule, a karolinu z 9. století, jež se stala základem minuskulí antikvy. Záhy začali humanistické písmo užívat také severoitalští obchodníci a kaligrafové proto písmo přizpůsobili potřebě rychlejšího psaní, čímž vznikla humanistická polokurzíva, jež se vyznačovala sklonem doprava a samostatně stojícími písmeny. Oba typy písma brzy pronikly do tisku: poprvé vyspělou antikvou tiskl roku 1464 německý tiskař Adolf Rusch, centrem knihtisku antikvou se však staly zejména Benátky; tištěnou humanistickou polokurzívu, zvanou italika, vytvořil Aldus Manutius roku 1501. Jako psané písmo se antikva posléze užívala jen zřídka – základním typem psaného humanistického písma představovala polokurzíva, z níž se živelně vyvíjela kurzíva, která mnohdy přejímala také vlivy i celá písmena novogotického písma.

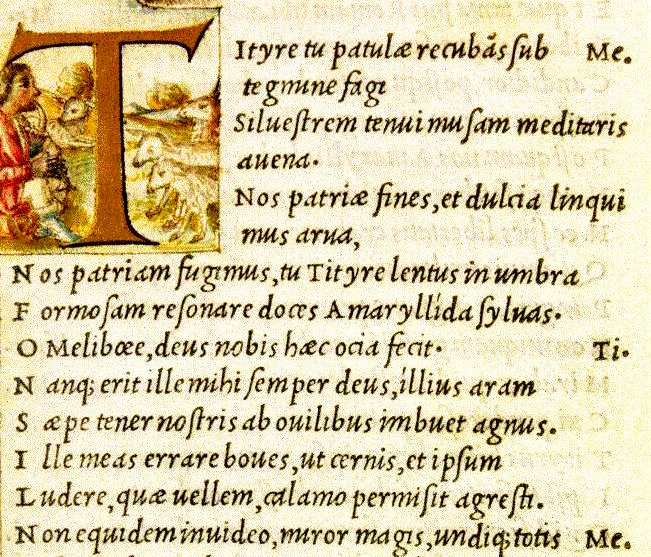
Italika (tisk: Aldus Manutius, 1501)

V první polovině 16. století se humanistické písmo užívalo již téměř ve všech jazykově latinských textech tištěných nejen v Itálii, ale také v Německu, Francii, Anglii, Nizozemí i ve střední Evropě. Tištěné písmo v následujících staletích nedošlo výraznějších změn, za to psané písmo podléhalo vlivu dobového estetického cítění. Pod vlivem baroka se tak humanistické písmo stalo ozdobnějším, mj. díky zmnožení smyček, a naopak klasicismus vedl k návratu ke střízlivějším formám písma. Humanistické písmo se ovšem v drtivé většině případů používalo výlučně jen pro texty v latině. Zlom nastal teprve v 17. století, kdy se jím začaly psát také texty v národních jazycích, a to zejména v Anglii a Francii. Výjimku tvořila střední Evropa, kde se humanistické písmo v jazykově českých textech šířeji uplatňovalo až od 2. čtvrtiny 19. století a teprve roku 1941.

### Výuka humanistického písma
Na tvary humanistického písma měly v 16. století vliv především učebnice curyšského kaligrafa Urbana Wysse (Libellus Valde Doctus..., 1549) a vlámského kartografa Gerharda Mercatora (Literarum latinarum..., 1540). Vliv anglických a francouzských učebnic ze 17. a 18. století ovšem již zpravidla nepřekročil hranice země svého vzniku. V českých zemích byla výuka humanistického písma zprvu součástí některých učebnic novogotického písma, někdy se také napodobovaly humanistickým písmem psané čítanky. Až roku 1841 vytvořil Jan Svoboda českou verzi humanistického písma, nakonec se však ujaly tvary vycházející z příručky Petra Mužáka (1848).

## Novogotické písmo

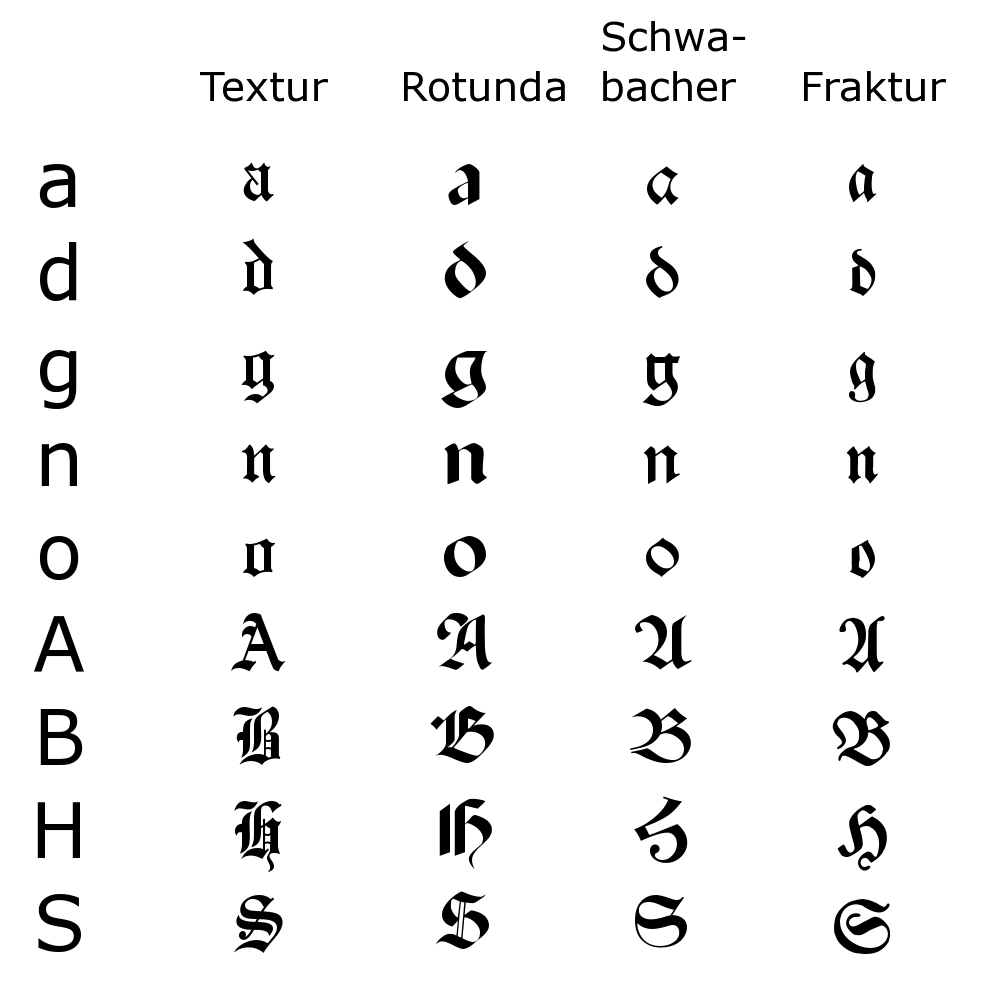
Srovnání novogotických tištěných písem

### Charakter a vytlačování novogotického písma
Novogotické písmo navazovalo na středověké gotické písmo. Kreslené a do značné míry také polokurzívní novogotické písmo se vyznačuje silným stínováním. Novogotické kreslené písmo začalo být již v 2. polovině 15. století napodobováno také v tisku, kde se nakonec vyvinuly celkem čtyři hlavní typy tiskového písma: textura a bastarda navazovaly na stejnojmenná gotická písma, zatímco švabach a fraktura vycházely z kresleného novogotického písma. Hlavním typem novogotického psaného písma se ovšem stalo písmo kurzívní, neboť naplňovalo požadavek rychlého a snadnějšího psaní, zatímco funkce polokurzívního (a tím spíše kresleného) písma se stále více omezovala jen na zvýrazňování nadpisů a slov v textu. Kurzívní písmena jsou psána jedním tahem a ve slově vzájemně spojována.
V průběhu novověku lze sledovat tendenci vytlačování novogotického písma humanistickým. Nejdříve došlo k vytlačení novogotického písma v Itálii, kde se udržela jen pro psaní několika mála druhů písemností. V 17. století nejdříve humanistické písmo ovlivnilo tvary novogotického, takže vzniklo novogoticko-humanistické písmo, z něhož ovšem novogotické prvky nakonec v 18. století vymizely. V Anglii se novogotické písmo udrželo poněkud déle, neboť humanistické a novogotické písmo během 17. století zde existovaly vedle sebe; došlo sice k jejich ovlivňování, nikoli však ke smíšení. Užívání novogotického písma nakonec anglický parlament zakázal roku 1731. Nejdéle se novogotické písmo udrželo ve střední Evropě, kde jeho ústup začal až v 1. polovině 19. století, když se pro jazykově neněmecké texty začalo užívat humanistického písma. V jazykově německých textech se ovšem novogotické písmo udrželo až do roku 1941, kdy bylo jeho užívání zrušeno nacistickou administrativou.

### Výuka novogotického písma
Živelný rozvoj kurzívního písma se již od počátku 16. století snažili usměrňovat kaligrafové ve svých tištěných učebnicích psaní. Pro novogotické písmo sehrály zásadní roli učebnice Johanna Neudörffera Fundament (1519) a Eine gute Ordnung (1538), v nichž Neudörffer propagoval analyticko-syntetickou metodu výuky psaní, podle které se měly nejdříve nacvičovat jednotlivé komponenty písmen, jež se pak skládaly do jednotlivých písmen. Neudörffovy tvary kurzívních písmen se dočkaly širokého rozšíření a staly se základem německé novogotické kurzívy (kurentu), jejíž tvary v průběhu následujících čtyř staletí doznaly jen menších změn. Další vlivné příručky pak během 16. století vydal také Wolfgand Fugger (1553), Mathias Wassenberger (1548) nebo Johannes Kleiner (1568).

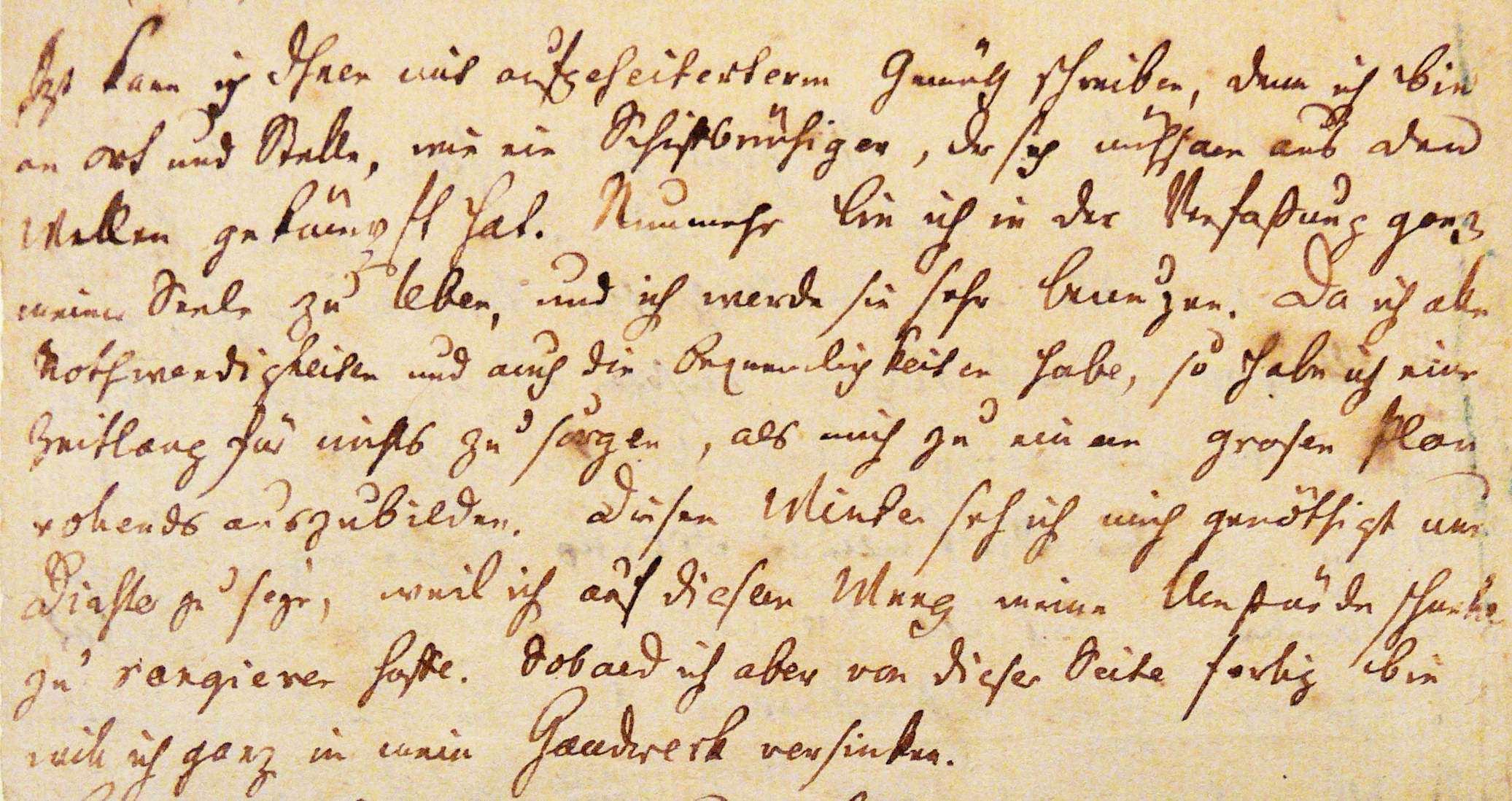
Německá novogotická kurzíva (kurent, Schillerův rukopis)

V 17. století se tvary novogotického písma poněkud rozrůznily, takže v jen německých zemích lze vysledovat tři základní typy písma: franský typ (s centrem v Norimberku), saský typ (Lipsko, Drážďany) a slezský typ (Vratislav). Také v rakouských zemích se písmo utvářelo pod vlivem různých příruček, zprvu přejímaných z německých zemí (Caspar Neff, 1549) a posléze vytvářených také domácími kaligrafy (pol. 17. století: Andreas Reich, 18. století: Georg Schwander). Proces sjednocování písma přišel až se státními zásahy: na počátku 18. století získal od pruské vlády dvacetiletý monopol na vydávání učebnic a vzorníků psaní Hilmar Curas (učebnice Calligraphia Regia, 1714) a obdobně bylo v habsburské monarchii v rámci školní reformy roku 1774 stanoveno, že psaní se má na základních školách vyučovat výhradně podle učebnice Johanna Schalteho (Anleitung zum Schönschreibung..., 1775). První českou učebnici novogotického písma vytvořil F. A. Steinský, kvůli monopolu Schalteho učebnice však všechny exempláře Steinského učebnice byly zničeny. První dochovanou českou učebnici proto představují předlohy Jana Jakuba Küssela z roku 1823.

## Konkurence humanistického a novogotického písma

### Obecná charakteristika

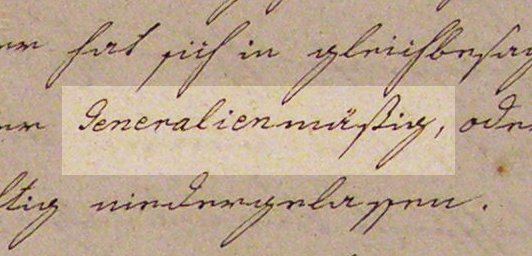
Ukázka užití dvojího písma v jediném slově: latinský základ slova Generalien humanistickým písmem, koncovka mäßig novogotickým

Z výše uvedeného vyplývá, že humanistické a novogotické písmo si vzájemně konkurovalo, přičemž humanistické písmo vytlačovalo novogotické, které se nakonec v polovině 20. století úplně přestalo používat. Rychlost a průběh tohoto procesu se na různých místech lišila, velmi záhy po svém vzniku v 15. století se ovšem humanistické písmo stalo výhradním písmem pro zápis textů v latině, takže často vznikla jakási „dvojpísmost“: na jednom území se latinské texty psaly humanistickým písmem, zatímco texty v národním jazyce se ve stejné oblasti psaly písmem novogotickým. Toto jasné rozdělení se nezřídka dodržovalo dokonce i v rámci jednoho slova: latinský základ slova měl jinou grafickou podobu než jeho koncovka, kterou k základu přidal národní jazyk. Ne vždy ovšem humanistické a novogotické písmo stálo takto vyhraněně vedle sebe, neboť podoba těchto písem se mnohdy navzájem ovlivňovala, a někdy dokonce vznikala písma novogoticko-humanistická, v nichž ovšem časem humanistické prvky převážily nad novogotickými.

### Itálie, Francie, Anglie
V Itálii humanistické písmo vytlačilo novogotické velmi rychle. Tvary humanistického knižního písma se rozšířily rychle díky knihtisku ve formě antikvy, stejně jako se o něco později polokurzívní písmo rozšířilo ve formě italiky. Vedle knihtisku pak pro přijetí humanistického písma nejen v Itálii sehrála důležitou roli papežská kancelář, jež pro psaní všech brevií užívala humanistickou polokurzívu (papežská humanistická kurzíva), jejíž upravenou podobu nazývanou cancellaresca převzaly mnohé další kanceláře i soukromé osoby. Humanistické kurzívní písmo se vyvíjelo živelně a jeho tvary se díky učebnicím psaní stabilizovaly až v 17. století. Užití novogotického písma se omezovalo jen na úzký okruh písemností, například až do 19. století se papežská novogotická kurzíva (littera Sancti Petri) užívala pro psaní papežských bul.
Do Francie začalo humanistické písmo pronikat již v 1. polovině 16. století, teprve ve 2. polovině 16. století však začal místo ryze novogotického písma užívat písmo humanistické nebo humanisticko-novogotické (nazývané různě jako financière, rondo nebo bastarda) také širší okruh uživatelů. Sbližováním humanistického a humanisticko-novogotického písma nakonec vzniklo moderní francouzské humanistické písmo coulée.

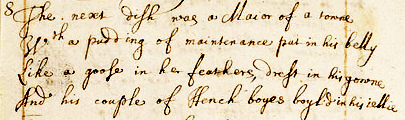
Anglické novogotické kurzívní písmo (Secretary Hand)

Také do Anglie začalo humanistické písmo pod názvem Italian Hand pronikat na počátku 16. století, dlouhou dobu jej ovšem užívali pouze příslušníci inteligence, zatímco na úřadech se užívalo písmo novogotické (Secretary Hand, Chancery Hand, Court Hand). Užívání těchto typů bylo definitivně zakázáno anglickým parlamentem až roku 1731. Místo novogotického písma se tedy začalo užívat humanistické kurzívy ovlivněné novogotickým písmem a nazývané English Round Hand. Varianta tohoto písma English Hand pak nalezla ohlas nejen v Anglii, ale také v zahraničí – stala se například vzorem při vytváření moderního českého humanistického písma v 19. století.

### Střední Evropa
Ve státech s německým úředním jazykem se novogotické písmo udrželo nejdéle. Specifikem německé novogotické kurzívy (kurentu) bylo štěpení a zdvojování dříků, které snad mělo nahradit stínování. Zatímco ve Francii a Anglii stát stanovil, že se ve školách bude vyučovat humanistickým písmem, pruská a rakouská administrativa nařídila učit především novogotické písmo, zatímco humanistické zůstávalo mělo zůstat v pozadí. K rozšíření humanistického písma na jiné než latinské texty došlo až v souvislosti s obrozením slovanských národů, kdy se slovanské texty začaly psát humanistickým písmem. Pro německy psané texty se ovšem nadále užívalo písmo novogotické, a to až do roku 1941, kdy užívání novogotického písma nacistická administrativa zakázala a nařídila užívat písmo humanistické. Oficiálně se tak stalo kvůli údajnému židovskému původu novogotického písma, ve skutečnosti se však za tímto nařízením zřejmě skrýval fakt, že novogotické písmo již bylo pro zahraniční obchodní partnery nesrozumitelné.
V českých zemích vedle sebe kromě humanistického písma v latinských textech existovaly dvě formy písma novogotického: domácí české novogotické písmo (užívané výhradně pro jazykově české texty) a novogotické písmo přejímané z Německa. Německé novogotické písmo postupně získávalo nad českým převahu, přičemž definitivně je vytlačilo, když reforma školství roku 1774 unifikovala výuku písma podle jednotného vzoru německého novogotického písma. Čeští vzdělanci se pokusili vytvořit svou vlastní alternativu novogotického písma, jež by zohledňovala specifika českého jazyka, tyto pokusy nebyly vůbec nebo jen velmi málo úspěšné, a tak nakonec čeští obrozenci začali preferovat pro zápis češtiny humanistické písmo, které se okolo poloviny 19. století v jazykově českých textech v několika variantách úplně prosadilo. Od poloviny 19. století probíhaly také pokusy o sjednocení českého humanistického písma, nakonec k unifikaci došlo až v Československu roku 1933. Roku 1950 došlo k neúspěšnému pokusu o zavedení modernizované varianty, takže významná změna přišla až roku 2010, kdy se ve čtyřiceti českých školách začalo vyučovat psaní písmem Comenia Script.